# 松崎壽三
松崎 壽三（まつざき としぞう、1870年4月10日（明治3年3月10日） - 1960年（昭和35年）11月25日）は、明治後期から昭和前期の官僚、実業家。初代日本水産社長。

## 経歴
山口県出身。松崎源左衛門の長男として生まれた。旧制山口高等学校卒業。1895年（明治28年）帝国大学法科大学（現:東京大学法学部）政治学科を卒業。同年11月、文官高等試験行政科試験に合格し、同年農商務省に入省し農務局属に任官。以後、水産講習所技師兼農商務省参事官、農商務書記官兼特許局審判官兼樺太庁事務官、農商務書記官・水産局漁政課長、水産局長などを歴任。1917年（大正6年）に退官した。
1919年（大正8年）9月27日、｢共同漁業株式会社｣（現・日本水産）の社長として就任。1926年（大正15年）3月、共同漁業取締役社長及び日本水産監査役。1934年（昭和9年）同社相談役。1960年（昭和35年）11月25日死去。

## 当時の事業
- 当時、資本金百万円を元に本社は大阪、全国各地に10ヶ所の販売所、20ヶ所の出張所を設置し、水産物の販売に従事。共同水産は資本金百万円として、東京に本社を置く。戸畑魚市場に関しては、資本金30万円にて戸畑に本社を構える。三共水産に関しては、資本金50万円として東京に本社を置き、冷凍魚介を欧米各国に輸出した、とされている[7]。
- 1919年5月、日本水産の前身である田村汽船漁業部が株式会社となり、日本トロールに改称していた。